# 334
Cette page concerne l'année 334  du calendrier julien. Pour l'année 334 av. J.-C., voir 334 av. J.-C. Pour le nombre 334, voir 334 (nombre).
L'année 334 est une année commune qui commence un mardi.

## Événements
- Printemps : concile de Césarée en Palestine. Les partisans d’Eusèbe de Césarée convoquent  l’évêque d’Alexandrie Athanase qui refuse de comparaître[1].
- 17 juin, Constantinople : Loi de Constantin Ier sur la tutelle des veuves et des orphelins[2].
- 5 juillet : Constantin est à Singidunum (Belgrade)[2].
- 20 juillet : conversion du roi Mirian ou Mirvan III d'Ibérie à la suite d'un miracle opéré par sainte Nino ; le christianisme devient religion officielle en Ibérie en 337[3].
- 4 août : Constantin est à Viminacium[4].
- 25 août : Constantin est à Naissus (Niš)[2].

- Début du règne en Chine du roi barbare de la dynastie Zhao postérieur Shi Hu (en) (Che Hou), qui domine le Nord (fin en 349). Son fils tentera de l’assassiner mais sera exécuté. Che Hou se fait servir à table les plus belles de ses concubines. Il sera cependant le protecteur du bouddhisme[5].

- Les Goths Tervinges de Gébéric battent les Vandales Hasdings sur la Mureș, dans la région danubienne. Leur roi Wisimar est tué[6].
- Les Limigantes, les esclaves des Sarmates de Pannonie, se révoltent contre leurs maîtres, qui les ont armés pour résister à leurs ennemis Goths. Les Agaragantes, la minorité dirigeante sarmate, doivent se réfugier dans l'empire romain où Constantin les établit comme colons ou soldats. Une partie d'entre eux se rapproche des Vandales[7].
- Flavius Dalmatius réprime la révolte de Calocaerus à Chypre. L’usurpateur est exécuté à Tarse[8].

## Naissances en 334
- Virius Nicomachus Flavianus, érudit et un homme politique romain.
- Huiyuan, moine bouddhiste chinois.

## Décès en 334
- 15 mai : Rhétice, évêque d'Autun.